# Sant Martí d'Ollers
Sant Martí d'Ollers és una església amb elements romànics i barrocs del poble d'Ollers, al municipi de Vilademuls (Pla de l'Estany) inclosa a l'Inventari del Patrimoni Arquitectònic de Catalunya.

## Descripció
L'edifici és estructurat amb una sola nau. La façana principal presenta un senzill portal d'accés amb una porta que conserva part dels ferratges de tipus romànic. A sobre hi ha unes ceràmiques representant Sant Martí. El campanar és de secció quadrada i està rematat per una coberta piramidal i merlets. Presenta finestrals amb arcs de mig punt.

## Història
La façana fou reformada al segle xviii. A la porta consta l'any 1754.
Segons Corominas i Marqués, l'any 1049 ja existien les esglésies de Sant Martí d'Ollers i la de Santa Maria d'Espasens. Al segle xiv l'església s'anomenava "ecclesia parroquiales sancti Martini de Olliariis" i residien a la parròquia dos capellans, el sagristà curat i el domer.
S'havia incendiat l'edifici i no tenia llibres ni ornaments. L'any 1228 obtenia els delmes d'aquesta parròquia Dalmau de Rocabertí i el 1329 ho feia Huguet d'Espasens. El 1703 els delmes corresponien en bona part al marquès del Castell de Dos Rius.
Durant la guerra de 1936 desaparegueren les imatges, joies i objectes de culte del temple.